# Rue de la Perle
Rue de la Perle je ulice v Paříži v historické čtvrti Marais. Nachází se ve 3. obvodu.

## Poloha
Ulice vede od Place de Thorigny u křižovatky s Rue de Thorigny a končí na křižovatce s Rue Vieille-du-Temple, odkud na ni navazuje západním směrem Rue des Quatre-Fils.

## Historie
Ulice byla otevřena v roce 1656. Původně byla součástí Rue de Thorigny a později byla oddělena jako samostatná ulice. Název ulice (Perlová) je odvozen od vývěsního štítu míčovny na jeu de paume.
Jižní strana ulice je lemována paláci ze 17. století. Ulice je pro tuto čtvrť neobvykle široká. Na počátku 20. století se předpokládalo prodloužení Rue Étienne-Marcel až k bulváru Beaumarchais. Z té doby pocházejí některé budovy na severní straně ulice. Obdobně měla být Rue Étienne-Marcel prodloužena přes Rue Roger-Verlomme.

## Zajímavé objekty
- dům č. 1: hôtel Libéral Bruant
- dům č. 3: palác postavil architekt Libéral Bruant v roce 1684. Narodil se zde architekt Charles Heubès (1862–1948).
- dům č. 9: v roce 1862 zde Élisa Lemonnierová (1805–1865) otevřela první odbornou školu pro dívky.